# Сичуань
Сичуа́нь (кит. упр. 淅川, пиньинь Xīchuān) — уезд городского округа Наньян провинции Хэнань (КНР). Уезд назван по реке Сишуй.

## История
Когда царство Цинь создало первую в истории Китая централизованную империю, то на этих землях был создан уезд Даньшуй (丹水县). При империи Хань были созданы ещё и уезды Бошань (博山县) и Шуньян (顺阳县).
При империи Северная Вэй в этих местах был создан округ Сиян (析阳郡), в состав которого вошли уезды Сисиян (西析阳县) и Дунсиян (东析阳县). Впоследствии уезд Дунсиян был переименован в Сичуань, а при империи Поздняя Чжоу был присоединён к уезду Нэйсян. При империи Тан в 620 году уезд Сичуань был создан вновь, однако после чжурчжэньского завоевания был снова присоединён к уезду Нэйсян.
При империи Мин в 1471 году западная часть уезда Нэйсян была выделена в отдельный уезд Сичуань. При империи Цин в 1832 году уезд Сичуань был преобразован в Сичуаньский комиссариат (淅川厅), подчинённый Наньянской управе (南阳府). В 1905 году он был преобразован в непосредственно управляемый комиссариат, подчиняясь теперь непосредственно властям провинции (省辖淅川直隶厅). После Синьхайской революции в Китае была проведена реформа структуры административного деления, и комиссариаты были преобразованы в обычные уезды.
В 1949 году был создан Специальный район Наньян (南阳专区), и эти места вошли в его состав. Впоследствии Специальный район Наньян был переименован в Округ Наньян (南阳地区).
В 1994 году решением Госсовета КНР был расформирован округ Наньян и создан Городской округ Наньян.

## Административное деление
Уезд делится на 2 уличных комитета, 11 посёлков и 4 волости.